# Missile Defense Alarm System

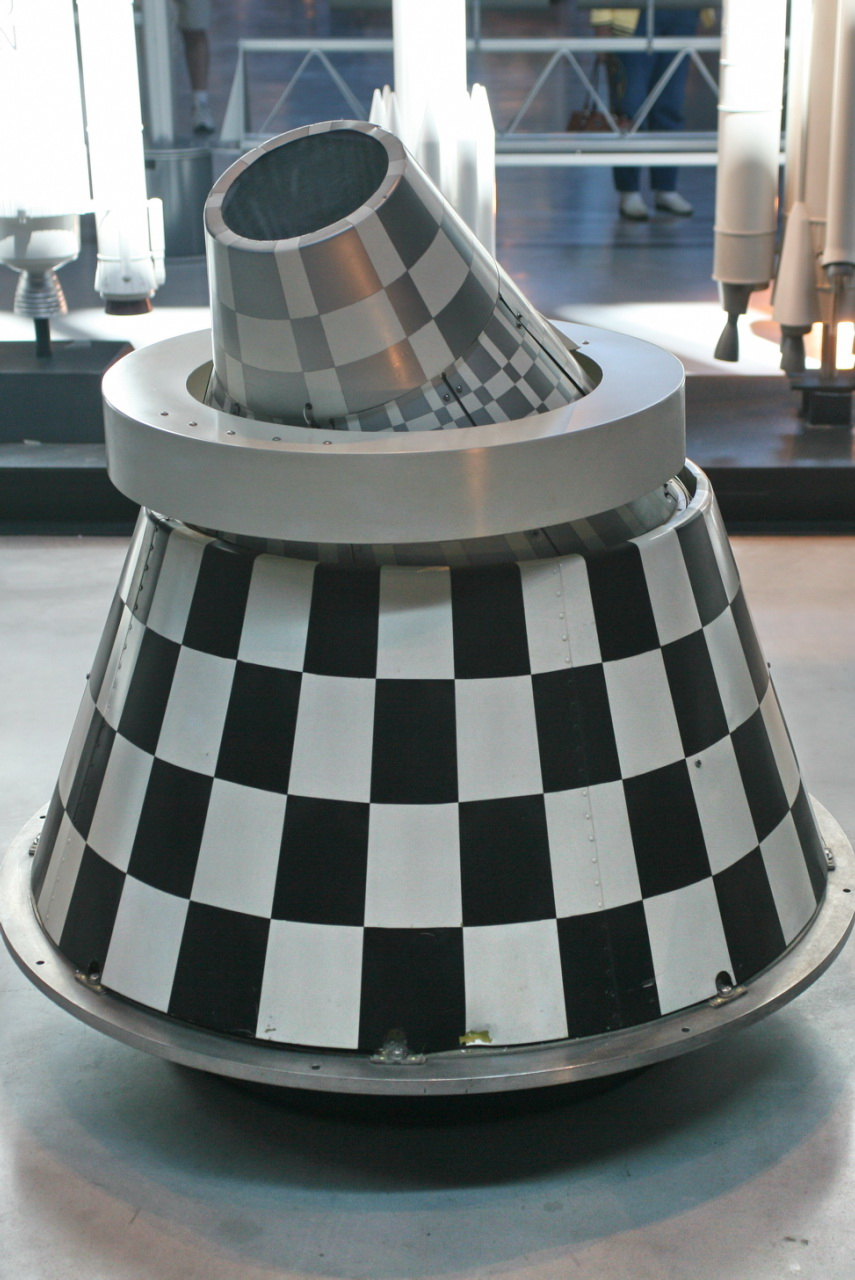

MIDAS (acrônimo formado com as iniciais de Missile Defense Alarm System) é uma série de satélites dos Estados Unidos dotados de detectores de radiação infravermelha oriunda do solo.  